# Torno de alfarero

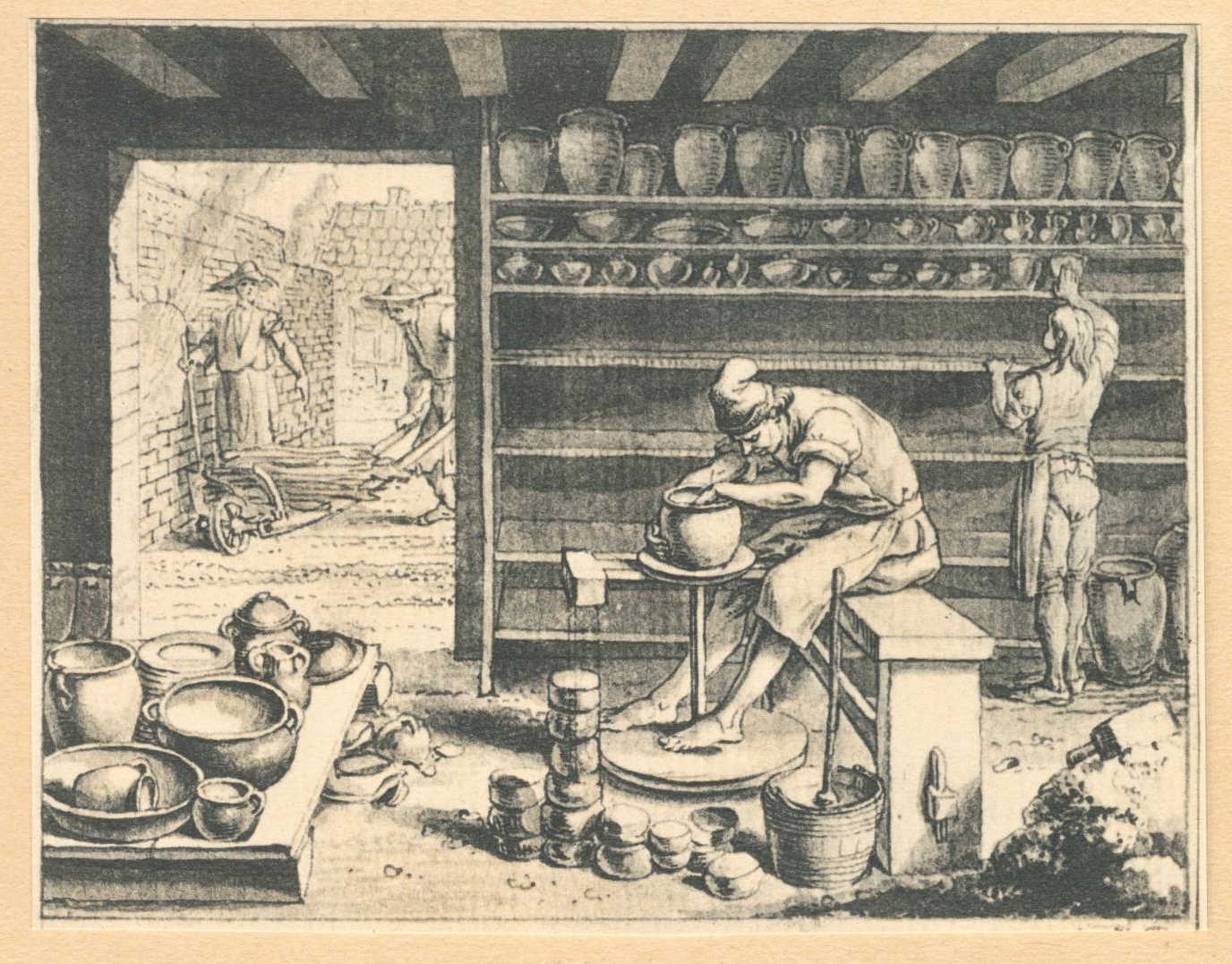
Alfarero trabajando en el torno, según un grabado de Daniel Chodowiecki, hacia 1770.

Torno de alfarero o rueda de alfarero son los nombres más populares que reciben diferentes tipos de ingenios giratorios, usados por los artesanos del barro para crear una pieza o vasija a partir de la pella de barro o pasta cerámica. Como tal herramienta está documentada desde el IV milenio a. C.
Su expansión por el litoral mediterráneo occidental se sitúa entre los siglos VIII a VI a. C., con las colonias comerciales de fenicios y griegos. No se registrará su uso en el interior de la península ibérica hasta el siglo III a. C., con la colonización romana. Conviene anotar también que los pueblos germánicos centroeuropeos no conocerían la rueda de alfarero hasta el 500 d. C.

## Función y funcionamiento
Se trata de proporcionar fuerza centrífuga a una masa de barro colocada en el centro del disco-rueda, usando tracción humana o eléctrica. La pella (barro amasado), deberá estar bien centrada sobre dicha rueda y necesita girar a un mínimo de cien revoluciones por minuto para comenzar a "ascender" y adquirir la forma que, presionando con sus dedos, cree el alfarero. El objetivo es, en suma, dirigir con las manos la energía que el barro recibe gracias al giro de la rueda.

## Precedentes de la rueda de Ur
Se ha supuesto que antes de la rueda mesopotámica con pequeño eje, ya existieran tornos primitivos de base fija plana o cóncava (como los usados en las tinajerías de la península ibérica hasta avanzado el siglo XX).
Natacha Seseña informa de la práctica de sistemas de modelado similares entre las alfareras mexicanas de San Bartolomé de Coyotepec (Oaxaca), las loceras canarias y las alfareras rifeñas. En el caso de las artesanas de Oaxaca, el embrión de la vasija (una pella aplanada y ahuecada haciéndola girar sobre el propio puño) se coloca sobre un platillo de arcilla cóncavo puesto a girar sobre otro igual que descansa convexo sobre la superficie sobre la que se trabaja. Las mujeres del Rif usan simplemente dos piedras chatas superpuestas en un equilibrio que les permite girar sin descarrilar. La loceras canarias, llevando la función del torneado a su mínima expresión, modelan o urden la pieza sobre una sola piedra o incluso el suelo.

## Tipos de tornos antiguos
Antes de la aparición del torno eléctrico, se diferenciaban al menos dos tipos de rueda de alfarero:
- La torneta también llamada torno de mano o torno lento, que engloba las ruedas más primitivas, que se movían con la mano, y las movidas mediante un manubrio. El plato o disco gira sobre un pequeño eje vertical sin llegar a generar fuerza centrífuga.
- El torno rápido, que permite al alfarero moldear con las dos manos sobre el disco superior, mientras impulsa con el pie la rueda baja a la que aquel queda unido por el eje.[3]

### Modelos de tornos de alfarero

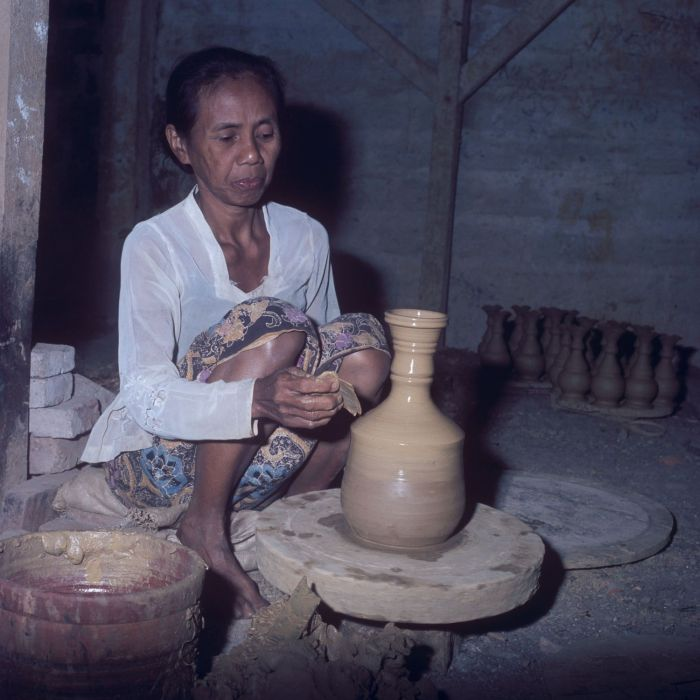
Rueda en el foco alfarero de Plered, en Purwakarta (Indonesia).
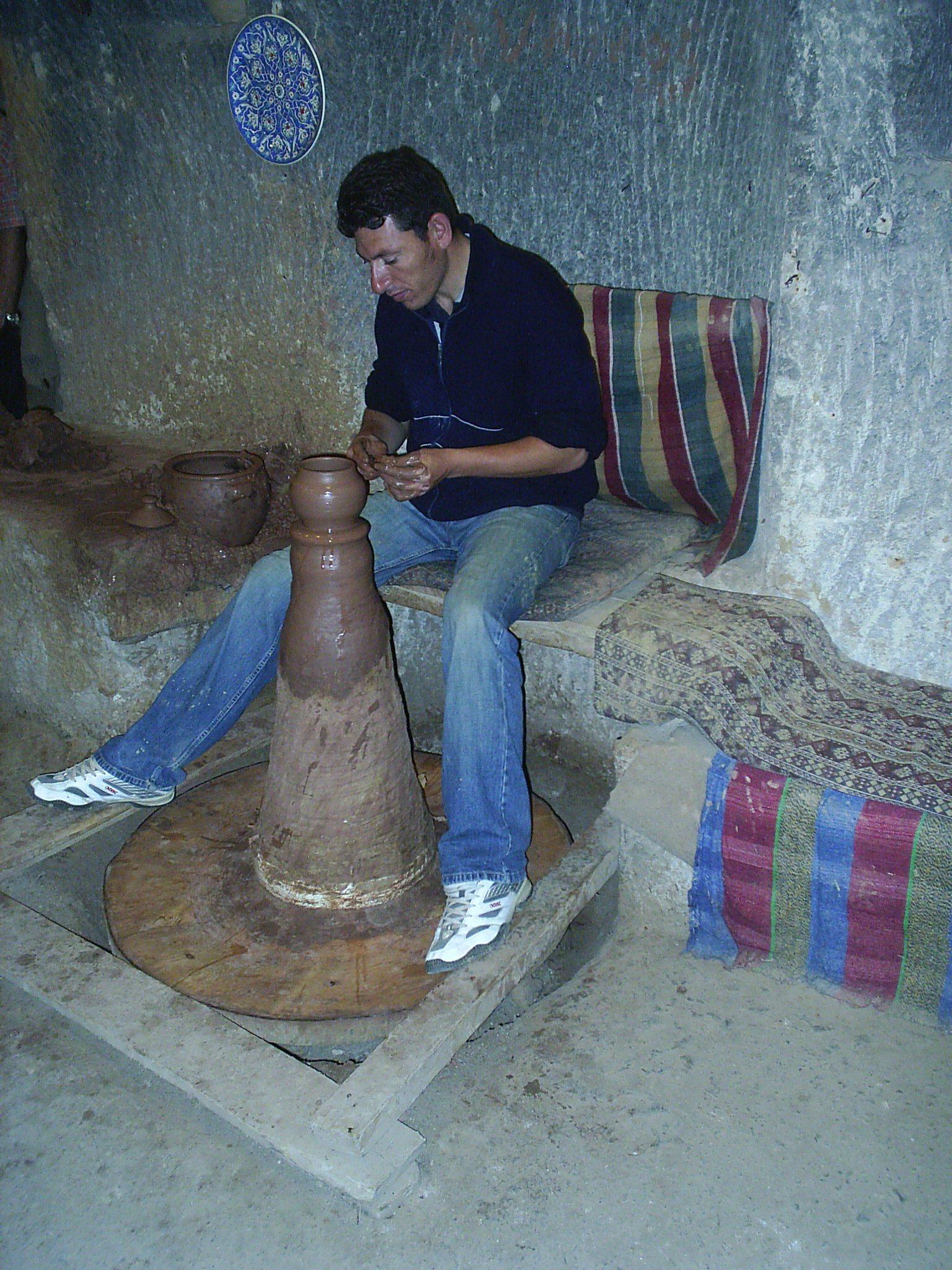
Rueda de suelo, en un alfar turco.
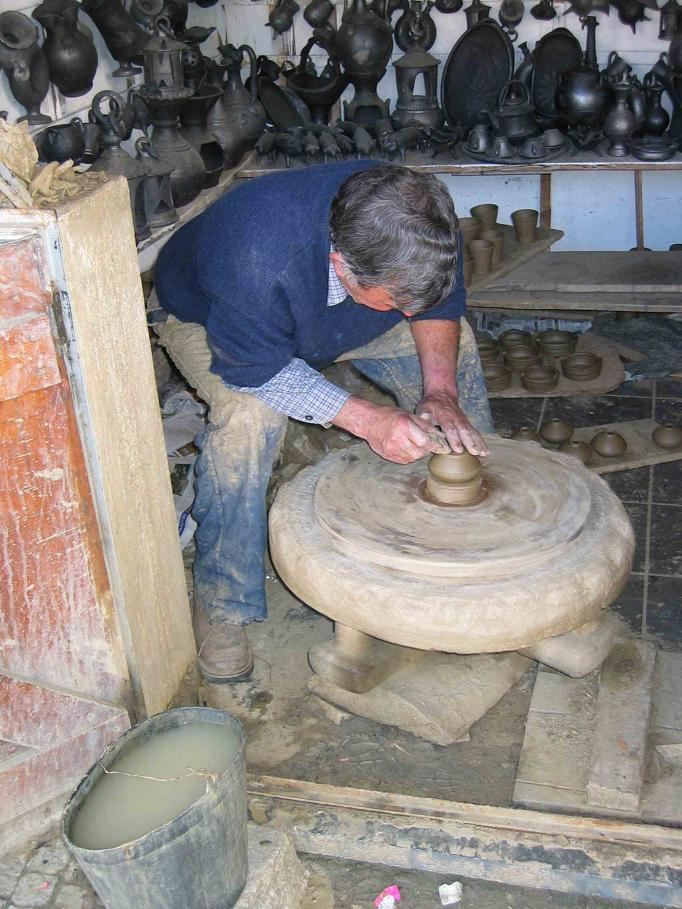
Oleiro (ollero o alfarero) de Bisalhães en su torno de hacer "barro preto". Vila Real, Portugal.
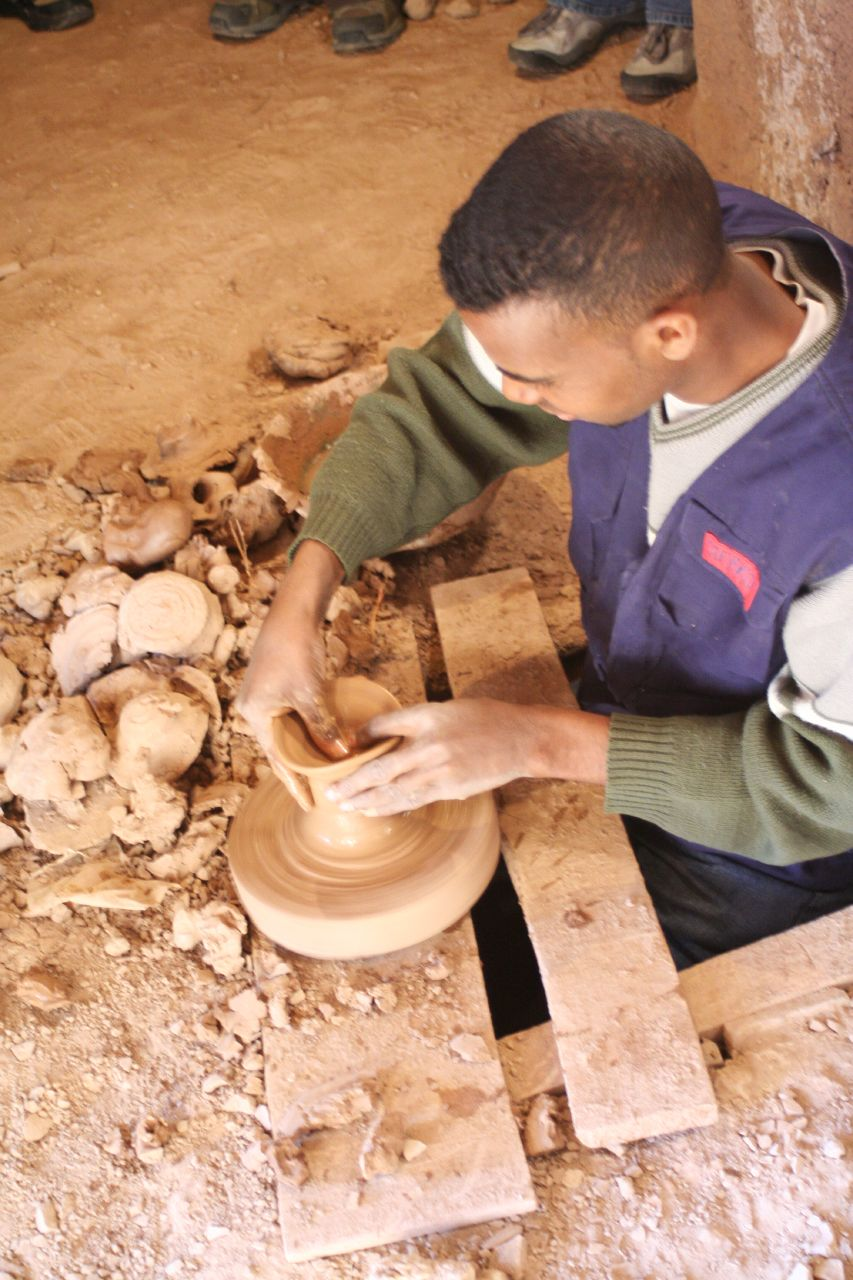
Torno hundido en un alfar marroquí.

### Evolución histórica de la rueda de alfarero

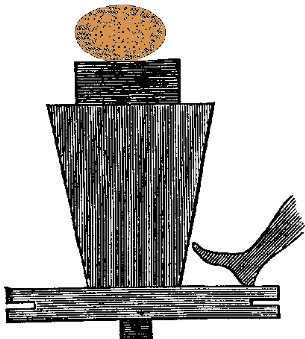
Torno egipcio de pie (dibujo esquemático tomado de una representación del periodo helenístico de los Ptolomeos).
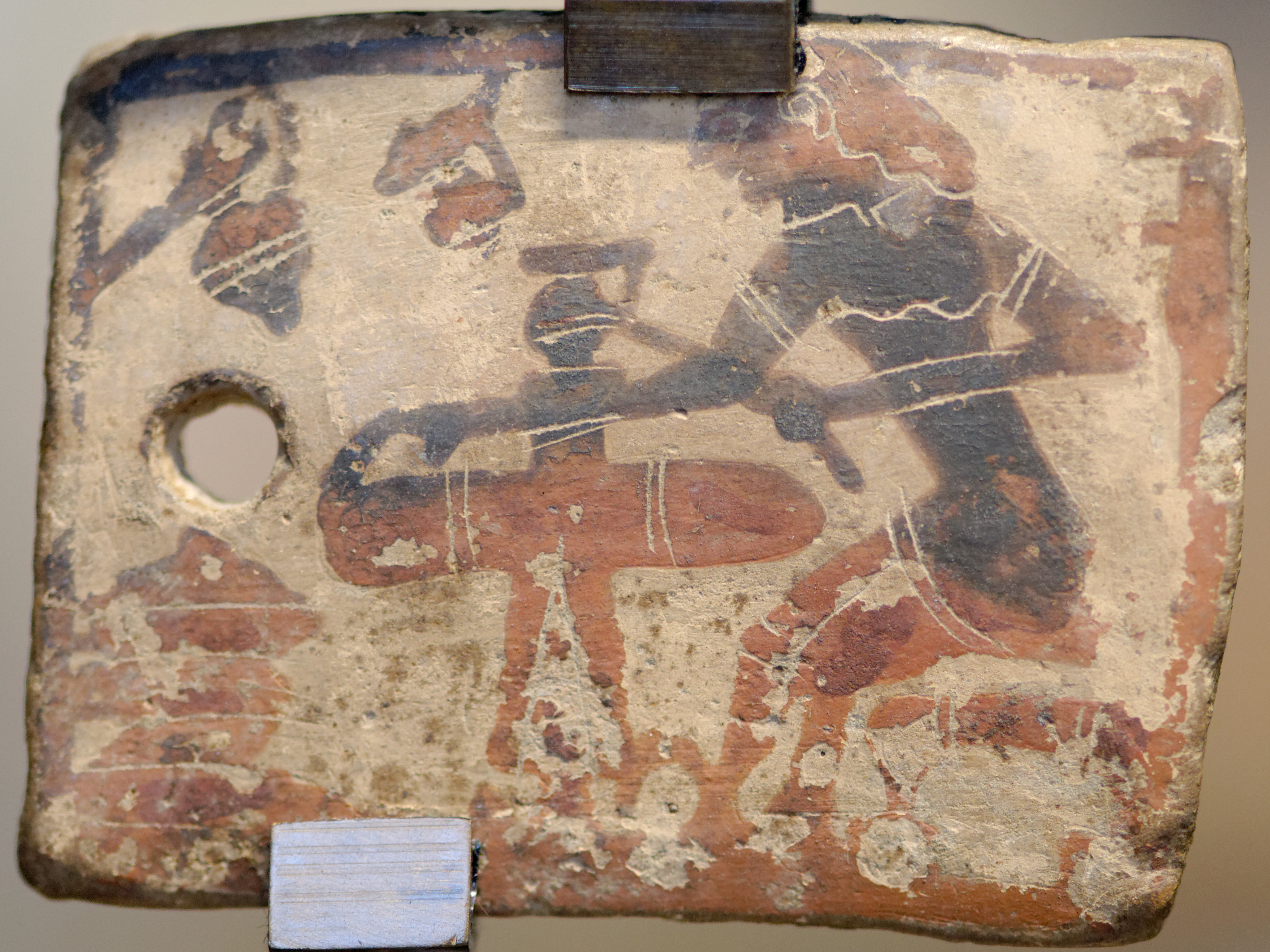
Alfarero de Corinto (625-600 a. C.) en una plaqueta -5,7 x 4,2 cm- hallada en Penteskouphia. Museo del Louvre.
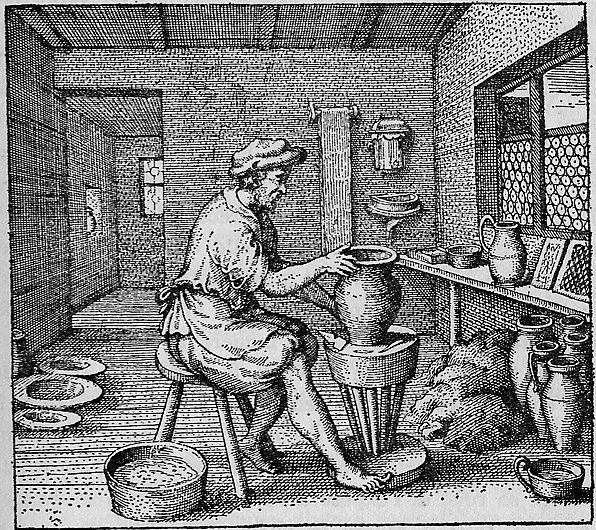
Torno germano de carrete en un grabado del tratado de alquimia Fuga de Atalanta de Michael Maier, de 1617.
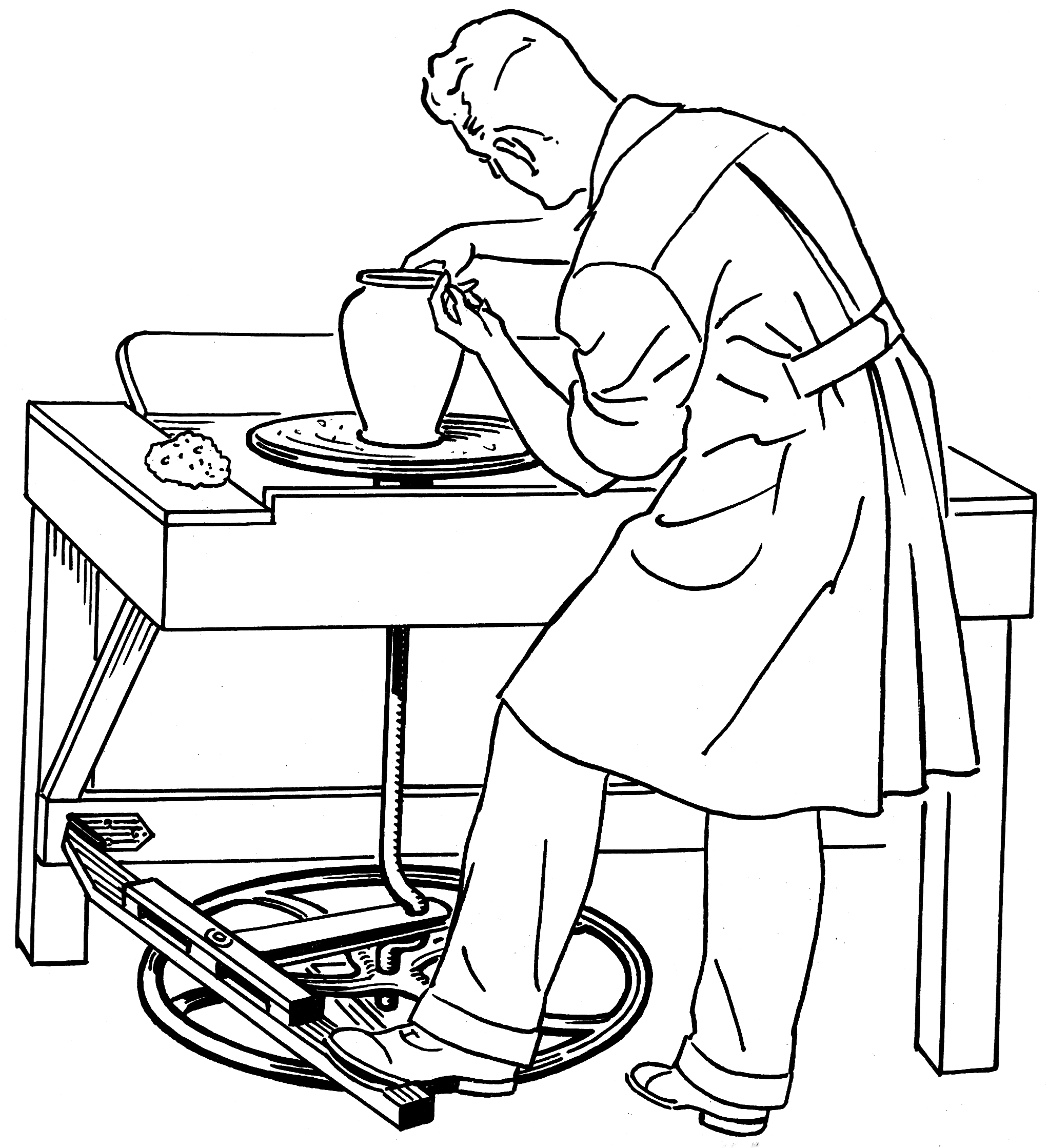
Torno de rueda de pedal.

## Evolución histórica de los tornos

### Rueda de eje corto o modelo de Ur
Muy inestable, aprovechamiento casi nulo de la fuerza centrífuga. Es muy probable que el maestro alfarero fuera auxiliado por un aprendiz que giraba la rueda mientras aquel modelaba la pieza.

### Rueda de eje largo
Hay ejemplos en grabados egipcios del 2500 a. C. Un ejemplo de este modelo es la rueda asturiana de Faro, de casi un metro de diámetro y un eje de unos 25 cm, y con unos orificios junto al borde de la rueda para poder meter los dedos e impulsar el giro.

### Ruedas de carrete y de cruces
El historiador alemán Adolf Rieth propuso otros dos tipos de rueda: a) de disco suspenso o torno de carrete, con una serie de palos que unen las dos ruedas como aristas de un cesto; y b) de de disco sobre cruz o rueda de cruces, con cuatro vástagos que unen ambas ruedas y descansan en cuatro tablas en forma de cruz (con un agujero central para que pase el eje).

### Tornos modernos

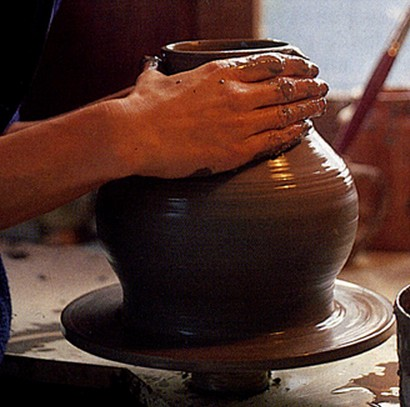
Torno eléctrico

En los tornos modernos pueden diferenciarse las siguientes partes:
rueda superior, sobre la que se trabaja.
rueda inferior, de mayor diámetro, movida por el pie.
el eje que une ambas ruedas, también de madera.
el apoyo del eje:
de culo de vaso,
de corteza de tocino,
de cojinetes a bolas (rodamientos).

### Tornos eléctricos
Desde finales del siglo XX, en los países culturalmente occidentalizados se usa el torno de ruedas metálicas movido por un motor eléctrico, por correa o de transmisión directa.

## Herramientas auxiliares
Entre los utensilios que complementan el trabajo en el torno, tradicionalmente pocos y primitivos, se enumeran:
- Alambre, bramante, sedal o hilo para, una vez concluida, separar la vasija del disco o rueda superior.
- Esponja, para limpiar la pieza, tras su modelado, y para la técnica decorativa denominada "esponjado".
- Fragmento de vasija cóncava (medialuna) para modelar platos y cuencos.
- Media caña vegetal (mediacaña) para bruñir la superficie de las piezas cuando están a punto de oreo. También se utiliza un rectángulo alargado metálico o de madera.[nota 6]
- Tira de badana, cordobán, alpañata o tiradera de tela para afinar los bordes.
- Vaciador, herramienta relativamente moderna, entre cuchillo y espátula.

Además del barreño o albañal, recipiente con agua y barbotina, que no siendo específicamente un utensilio, sí resulta muy útil y es indispensable con los tornos eléctricos.

## Mitología
En la mitología egipcia, el dios Jnum con su torno de alfarero modelaba con lodo del Nilo las personas, creando su ka en el momento de nacer.